# 階段性兩個中國
階段性兩個中國，全稱為以一個中國為指向的階段性的兩個中國政策，是在李登輝總統任內，中華民國對於一個中國原則的表述方案之一，認為海峽兩岸現狀為兩個中國分裂分治，而一個中國為未來目標。於1993年亞太經濟合作會議於美國舉行的首屆亞太經合會經濟領袖會議後，由經濟部長江丙坤對國際揭露，主要用於反駁中華人民共和國擁有台灣主權的說法。這個方案之後發展出特殊的國與國關係與未來一中。
中華人民共和國拒絕接受這個方案，認為屬於兩個中國與一中一台的台獨主張。

## 內容
階段性兩個中國，法源根據來自《中華民國憲法增修條文》與《國統綱領》，由中華民國經濟部長江丙坤在亞太經濟合作會議中向國際揭露。
江丙坤在記者會中說明，中華民國自1911年建國以來，一直是獨立主權國家，台灣也不是中華人民共和國的一個省。在1949年中華人民共和國建立後，「一個中國」成為一個歷史與地理名詞，中華民國與中華人民共和國為兩個互相不隸屬的主權國家，兩岸現況為兩個中國。
在兩岸統一條件成熟之前，中華民國政府目前採取的，是在未來希望走向中國統一，但現況下會保持兩個中國的政策，即「階段性之兩個中國政策」。

## 歷史
在美國艾森豪總統任內，美國國務院逐步發展兩個中國方案。1971年，美國蘭德公司研究員理查德·哈里斯·穆尔斯廷（Richard Harris Moorsteen）及前美國駐中華民國大使館外交官艾莫惠發布《重訂對華政策》（Remaking China Policy），主張「一個中國，但不是現在」（One China but not now）。在這個政策下，認為台灣在現況下並不是中華人民共和國的領土，但在未來可能會與中國統一。這些外交政策建議，最終形成美國的雙重代表權方案。
在蔣中正總統任內，堅持漢賊不兩立政策，自認中華民國為唯一正統中國，因此並沒有接受美國建議，走向兩個中國。在蔣經國總統任內，曾經提出中國問題，認為中國分裂的原因，在於中華人民共和國建國後，形成以中華文化為基礎的「三民主義中國」與以馬列主義為根源的「共產主義中國」之爭。走向默認現況為兩個中國。
在李登輝總統任內，通過《國統綱領》，主張一個中國，兩個政治實體以及終極統一。認為在1949年中華人民共和國獨立建國後，兩岸分裂分治，互不隸屬。
1992年，中華民國與中華人民共和國代表在香港進行九二香港會談，對於一個中國與中國統一無法達成同意。
1993年，美國柯林頓總統，推動將亞太經濟合作會議由部長級會談，升級至國家領袖會談，在美國西雅圖舉行首屆經濟領袖會議。中華民國總統李登輝指派經建會主委蕭萬長為中華民國總統特使，率團參與會議。在會議中，中共中央總書記江澤民聲明，一個中國即是中華人民共和國，台灣是中國的一個省。在會議結束後，中華人民共和國外交部部長錢其琛在記者會中，稱中國台北（即中華民國）不是一個主權國家，只是地區經濟，因此中國台北只有經濟官員可以前來參加會議。作為反制，中華民國方面由經濟部長江丙坤，在記者會中，提出「以一個中國為指向的階段性的兩個中國政策」的說法作為反制，宣稱台灣不是中華人民共和國的一個省份。
1995年，為回應中共中央總書記江澤民的談話，中華民國總統李登輝發表俗稱李六條的談話。他提出「在兩岸分治的現實上，追求中國統一」，概括性說明階段性兩個中國。

## 中華人民共和國反應
1995年，中共中央總書記江澤民發表江八點。在一個中國原則下，反對任何製造「台灣獨立」的言論和行動，認定「分裂分治」、「階段性兩個中國」等主張，皆違背中華人民共和國堅持的一個中國原則。